# Segunda División de Balompié Mexicano 2022
El Torneo 2022 fue el primer torneo de la Segunda División de Balompié Mexicano. Comenzó el 10 de septiembre y finalizó el 26 de noviembre.

## Sistema de competición
El torneo de la Segunda División de Balompié Mexicano, está conformado en dos partes:
- Fase de calificación: Se integra por las 10 jornadas del torneo.
- Fase final: Se integra por los partidos de semifinal y final, más conocida como liguilla.

### Fase de clasificación
En la fase de clasificación se observará el sistema de puntos. La ubicación en la tabla general está sujeta a lo siguiente:
- Por juego ganado se obtendrán tres puntos.
- Por juego empatado se obtendrá un punto, siempre y cuando haya goles.
- Por juego empatado a cero goles no se otorgan puntos.
- Por juego perdido no se otorgan puntos.

En esta fase participan los 6 clubes de la Segunda División de Balompié Mexicano jugando en cada torneo todos contra todos durante las 10 jornadas respectivas, a un dos vueltas.
El orden de los clubes al final de la fase de calificación del torneo corresponderá a la suma de los puntos obtenidos por cada uno de ellos y se presentará en forma descendente. Si al finalizar las 6 jornadas del torneo, dos o más clubes estuviesen empatados en puntos, su posición en la tabla general será determinada atendiendo a los siguientes criterios de desempate:
a) Mejor diferencia de goles 
b) Mayor cantidad de goles anotados 
c) Ganador del último partido efectuado entre los dos equipos 
d) Menos tarjetas de expulsión 
e) Menos tarjetas de amonestación 
f) Sorteo
Para determinar los lugares que ocuparán los clubes que participen en la fase final del torneo se tomará como base la tabla general de clasificación.
Participan automáticamente por el título de Campeón de la Segunda División de Balompié Mexicano, los 3 primeros clubes de la tabla general de clasificación al término de las 10 jornadas, el primer lugar se clasifica directamente a la gran final.

### Fase final
Previo a la final, habrá una semifinal, en la que los equipos ubicados en 2.º y 3.er lugar de la tabla general se enfrentarán para definir al segundo finalista del torneo.

## Información de los clubes

### Datos de los clubes
| Club                      | Entrenador            | Ciudad                               | Fundación     | Estadio                          | Capacidad | Equipo de Afiliación  | Kit | Patrocinador |
| ------------------------- | --------------------- | ------------------------------------ | ------------- | -------------------------------- | --------- | --------------------- | --- | ------------ |
| Ángeles FC                | Francisco Negrete     | Neza, Estado de México               | 2022 (3 años) | Ciudad Deportiva                 | 2 000     |                       |     |              |
| Cuautla                   | Víctor Ortiz          | Cuautla, Morelos                     | 1952(72 años) | Unidad Deportiva San Carlos      | 1 000     |                       |     |              |
| Toros México              | P. D.                 | Cuautitlán Izcalli, Estado de México | 2022 (3 años) | Los Pinos                        | 5 000     |                       |     |              |
| RED - Leones Naranjas     | Diego Beorlegui       | Huixquilucan, Estado de México       | 2022 (2 años) | 12 de Mayo                       | 500       |                       |     |              |
| Halcones de Querétaro "B" | Roberto Montés de Oca | El Salitre, Querétaro                | 2022 (2 años) | El Salitre                       | 200       | Halcones de Querétaro |     |              |
| Jaguares FC               | Bandera de ?          | Ciudad de México                     | 2022 (2 años) | Alianza de Tranviarios de México | 200       |                       |     |              |

## Torneo regular
- El Calendario completo según la página oficial
- El Calendario fue dado a conocer el 7 de septiembre de 2022.[5]
- Los horarios son correspondientes al Tiempo del Centro de México (UTC-6 y UTC-5 en horario de verano).[6]

| Toros México           | 2 - 0  | Jaguares FC           | Municipal Los Pinos | 10 de septiembre | 16:00 |
| Halcones "B"           | 10 - 0 | RED - Leones Naranjas | El Salitre          | 10 de septiembre | 17:00 |
| Club Deportivo Cuautla | 0 - 3  | Ángeles FC            | UD San Carlos       | 11 de septiembre | 16:00 |

| Jaguares FC           | 0 - 3 | Club Deportivo Cuautla | Plutarco Elías Calles | 16 de septiembre | 17:00 |
| Halcones "B"          | 4 - 2 | Ángeles FC             | El Salitre            | 16 de septiembre | 17:00 |
| RED - Leones Naranjas | 0 - 0 | Toros México           | 12 de mayo            | 17 de septiembre | 10:00 |

| Club Deportivo Cuautla | 0 - 1  | Toros México FC       | UD Félix Díaz Vera    | 25 de septiembre | 16:00 |
| Ángeles FC             | 1 - 2  | RED - Leones Naranjas | Pachuca R. Márquez    | 25 de septiembre | 16:30 |
| Jaguares FC            | 2 - 10 | Halcones "B"          | Plutarco Elías Calles | 26 de septiembre | 13:00 |

| Halcones "B"          | 5 - 0 | Club Deportivo Cuautla | El Salitre          | 1 de noviembre | 16:00 |
| Toros México FC       | 2 - 2 | Ángeles FC             | Municipal Los Pinos | 12 de octubre  | 16:00 |
| RED - Leones Naranjas | 2 - 2 | Jaguares FC            | 12 de mayo          | 1 de octubre   | 10:00 |

| Club Deportivo Cuautla | 1 - 2 | RED - Leones Naranjas   | UD San Carlos       | 8 de octubre  | 16:00 |
| Ángeles FC             | 2 - 0 | Jaguares FC             | Pachuca R. Márquez  | 9 de octubre  | 18:45 |
| Toros México FC        | 1 - 0 | Halcones de Querétaro B | Municipal Los Pinos | 10 de octubre | 16:00 |

| Jaguares FC           | 0 - 7 | Toros México FC        | Alianza de Tranviarios de México | 14 de octubre | 11:00 |
| RED - Leones Naranjas | 0 - 1 | Halcones "B"           | 12 de Mayo                       | 15 de octubre | 10:00 |
| Ángeles FC            | 3 - 1 | Club Deportivo Cuautla | Ciudad Deportiva C1              | 16 de octubre | 16:30 |

| RED - Leones Naranjas | 2 - 2  | Ángeles FC             | 12 de mayo          | 21 de octubre | 10:00 |
| Toros México FC       | 2 - 0  | Club Deportivo Cuautla | Municipal Los Pinos | 21 de octubre | 16:00 |
| Halcones "B"          | 13 - 0 | Jaguares FC            | El Salitre          | 21 de octubre | 17:00 |

| Jaguares FC            | 1 - 2 | RED - Leones Naranjas | Alianza de Tranviarios de México | 28 de octubre | 11:00 |
| Club Deportivo Cuautla | 0 - 3 | Halcones "B"          | UD San Carlos                    | Aplazado      | 16:00 |
| Ángeles FC             | 0 - 1 | Toros México FC       | Metropolitano                    | 30 de octubre | 16:40 |

| Jaguares FC           | 0 - 4 | Ángeles FC             | Alianza de Tranviarios de México | 4 de noviembre | 11:00 |
| RED - Leones Naranjas | 2 - 0 | Club Deportivo Cuautla | 12 de Mayo                       | 5 de noviembre | 11:00 |
| Halcones "B"          | 2 - 1 | Toros México FC        | El Salitre                       | 5 de noviembre | 17:00 |

| Toros México FC        | 1 - 1 | RED - Leones Naranjas | Municipal Los Pinos | 12 de noviembre | 16:00 |
| Club Deportivo Cuautla | 0 - 3 | Jaguares FC           | UD San Carlos       | 13 de noviembre | 16:00 |
| Ángeles FC             | 3 - 3 | Halcones "B"          | Ciudad Deportiva C1 | 13 de noviembre | 16:30 |

## Tabla general
| Pos. | Equipo                | Pts. | PJ | G | E | P | GF | GC | Dif. | Clasificación              |
| ---- | --------------------- | ---- | -- | - | - | - | -- | -- | ---- | -------------------------- |
| 1    | Halcones "B"          | 25   | 10 | 8 | 1 | 1 | 51 | 9  | +42  | Final Segunda División     |
| 2    | Toros México FC       | 20   | 10 | 6 | 3 | 1 | 18 | 5  | +13  | Semifinal Segunda División |
| 3    | Ángeles FC            | 15   | 10 | 4 | 3 | 3 | 22 | 15 | +7   | Semifinal Segunda División |
| 4    | RED - Leones Naranjas | 15   | 10 | 4 | 4 | 2 | 13 | 19 | −6   |                            |
| 5    | Jaguares FC           | 4    | 10 | 1 | 1 | 8 | 8  | 45 | −37  |                            |
| 6    | Cuautla               | 3    | 10 | 1 | 0 | 9 | 5  | 24 | −19  |                            |

Actualizado a los partidos jugados el 5 de noviembre de 2022.
 Fuente: [cita requerida]
Criterios de clasificación: Puntos · Diferencia de goles · Goles a favor · Goles como visitante · Fair play ·  Play-off
| Equipo / Jornada | 01 | 02 | 03 | 04 | 05 | 06 | 07 | 08 | 09 | 10 |
| ---------------- | -- | -- | -- | -- | -- | -- | -- | -- | -- | -- |
| Halcones "B"     | 1  | 1  | 1  | 1* | 1* | 2* | 2* | 2* | 1* | 1  |
| Toros México FC  | 3  | 2  | 2  | 2* | 2* | 1  | 1  | 1  | 2  | 2  |
| Ángeles FC       | 2  | 3  | 3  | 4* | 4* | 3  | 3  | 3  | 3  | 3  |
| Leones Naranjas  | 6  | 6  | 5  | 3  | 3  | 4  | 4  | 4  | 4  | 4  |
| Jaguares         | 4  | 5  | 6  | 6  | 6  | 6  | 6  | 6  | 6  | 5  |
| Cuautla          | 5  | 4  | 4  | 5* | 5* | 5* | 5* | 5* | 5* | 6  |

## Fase final
|  | Semifinales                               | Semifinales                               | Semifinales                               | Semifinales                               | Semifinales                               |  |              | Final                   | Final                   | Final                   |  |
|  | 16 de Noviembre y 21 de noviembre de 2022 | 16 de Noviembre y 21 de noviembre de 2022 | 16 de Noviembre y 21 de noviembre de 2022 | 16 de Noviembre y 21 de noviembre de 2022 | 16 de Noviembre y 21 de noviembre de 2022 |  |              | 26 de noviembre de 2022 | 26 de noviembre de 2022 | 26 de noviembre de 2022 |  |
|  |                                           |                                           |                                           |                                           |                                           |  |              |                         |                         |                         |  |
|  |                                           |                                           |                                           |                                           |                                           |  |              |                         |                         |                         |  |
|  | Ángeles FC                                | Ángeles FC                                | 0                                         | 1                                         | 1                                         |  |              |                         |                         |                         |  |
|  | Ángeles FC                                | Ángeles FC                                | 0                                         | 1                                         | 1                                         |  |              |                         |                         |                         |  |
|  | Toros México FC                           | Toros México FC                           | 6                                         | 5                                         | 11                                        |  |              |                         |                         |                         |  |
|  | Toros México FC                           | Toros México FC                           | 6                                         | 5                                         | 11                                        |  | Halcones "B" | Halcones "B"            | 5                       |                         |  |
|  |                                           |                                           |                                           |                                           |                                           |  | Halcones "B" | Halcones "B"            | 5                       |                         |  |
|  |                                           |                                           | Toros México FC                           | Toros México FC                           | 3                                         |  |              |                         |                         |                         |  |
|  |                                           |                                           | Toros México FC                           | Toros México FC                           | 3                                         |  |              |                         |                         |                         |  |
|  |                                           |                                           |                                           |                                           |                                           |  |              |                         |                         |                         |  |
|  |                                           |                                           |                                           |                                           |                                           |  |              |                         |                         |                         |  |
|  |                                           |                                           |                                           |                                           |                                           |  |              |                         |                         |                         |  |
|  |                                           |                                           |                                           |                                           |                                           |  |              |                         |                         |                         |  |

### Semifinales
| [[]] | [[]] |  | [[]] | [[]], [[]], [[]] |  |
|      |      |  |      |                  |  |

| [[]] | [[]] |  | [[]] | [[]], [[]], [[]] |  |
|      |      |  |      |                  |  |

### Final
| [[]] | [[]] |  | [[]] | [[]], [[]], [[]] |  |
|      |      |  |      |                  |  |

## Estadísticas
Lista con los máximos goleadores del torneo.

Fecha de actualización: 13 de noviembre de 2022
| Posición | Jugador             | Club                   | Goles |
| -------- | ------------------- | ---------------------- | ----- |
| 1º       | Christian Nieves    | Halcones "B"           | 20    |
| 2°       | Hugo Dávila         | Toros México FC        | 7     |
| =        | Patricio Reyes      | Halcones "B"           | 5     |
| 4°       | Brayan Alcantar     | Halcones "B"           | 4     |
| =        | Dubán Gómez         | Toros México FC        | 4     |
| =        | Gilberto Castillo   | Ángeles FC             | 4     |
| 7°       | Adair Díaz          | Toros México FC        | 3     |
| =        | Armando Ortega      | Ángeles FC             | 3     |
| =        | Joan Dantiva        | Halcones "B"           | 3     |
| =        | Anderson Bautista   | Ángeles FC             | 3     |
| 11°      | Miguel Vázquez      | Club Deportivo Cuautla | 2     |
| =        | José Carlos Briones | Halcones "B"           | 2     |
| =        | Johan Angarita      | Halcones "B"           | 2     |
| =        | Brandon Maldonado   | Jaguares FC            | 2     |
| =        | José Rivera         | Club Deportivo Cuautla | 2     |
| =        | Brayan Alcantar     | Halcones "B"           | 2     |
| =        | Kevin Velázquez     | Ángeles FC             | 2     |
| =        | Arturo Arroyo       | RED - Leones Naranjas  | 2     |
| =        | Jorge Ibarra        | Halcones "B"           | 2     |
| =        | Emmanuel Estrada    | Halcones "B"           | 2     |
| =        | Jorge Saldaña       | Halcones "B"           | 2     |
| =        | Ángel Favela        | RED - Leones Naranjas  | 2     |
| =        | Rodrigo Favela      | RED - Leones Naranjas  | 2     |
| 23°      | Antonio Jurado      | Toros México FC        | 1     |
| =        | Luis Chávez         | Toros México FC        | 1     |
| =        | Juan García         | Ángeles FC             | 1     |
| =        | Omar Mondragón      | Ángeles FC             | 1     |
| =        | Bogar Trujano       | Toros México FC        | 1     |
| =        | Mauricio Calderón   | RED - Leones Naranjas  | 1     |
| =        | Edsson Jiménez      | RED - Leones Naranjas  | 1     |
| =        | Christian Reyes     | RED - Leones Naranjas  | 1     |
| =        | Christian Zúñiga    | RED - Leones Naranjas  | 1     |
| =        | Alfredo Contreras   | Jaguares FC            | 1     |
| =        | César Meza          | Jaguares FC            | 1     |
| =        | Daniel Sánchez      | RED - Leones Naranjas  | 1     |
| =        | Jeisol Herrera      | Ángeles FC             | 1     |
| =        | Antonio Loo         | Toros México FC        | 1     |
| =        | Jairo Romero        | Toros México FC        | 1     |
| =        | Jeisol Herrera      | Ángeles FC             | 1     |
| =        | Johan López         | Club Deportivo Cuautla | 1     |
| =        | José Avilés         | Ángeles FC             | 1     |
| =        | Margarito González  | Halcones "B"           | 1     |
| =        | Miguel Torres       | Halcones "B"           | 1     |
| =        | Brayan Martínez     | Halcones "B"           | 1     |
| =        | José Carlos Flores  | RED - Leones Naranjas  | 1     |
| =        | Diego Molina        | Jaguares FC            | 1     |